# Oreobates choristolemma
Oreobates choristolemma là một loài ếch trong họ Strabomantidae; it was formerly placed in the "Leptodactylidae" assemblage.
Nó được tìm thấy ở Bolivia và có thể Peru. Môi trường sống tự nhiên của chúng là rừng mây ẩm nhiệt đới và cận nhiệt đới. Tình trạng bảo tồn của nó hiện chưa đủ thông tin.